# فرناندو ميزا
فرناندو ميزا (بالإسبانية: Fernando Meza) (21 مارس 1990 في الأرجنتين - ) هو لاعب كرة قدم أرجنتيني في مركز الدفاع. شارك مع منتخب الأرجنتين تحت 17 سنة لكرة القدم ومنتخب الأرجنتين تحت 20 سنة لكرة القدم. أما مع النوادي، فقد لعب مع أوليمبو وكولو-كولو ونادي بالستينو ونادي سان لورينزو وسان ماركوس دي أريكا ‏.

## وصلات خارجية
- فرناندو ميزا على موقع الدوري الأمريكي (الإنجليزية)
- فرناندو ميزا على موقع قاعدة بيانات كرة القدم.إي يو (الإنجليزية)
- فرناندو ميزا على موقع Soccerway.com (الإنجليزية)
- فرناندو ميزا على موقع AS.com (الإسبانية)